# Polietilenimina
La Polietilenimina (PEI) es un polímero obtenido a partir de monómeros de etilenimina. Según su estructura molecular, este compuesto puede ser lineal o ramificado. En su estructura, el PEI contiene una gran cantidad de grupos amino, que pueden ser primarios, secundarios o terciarios, según si presentan dos, uno o ningún enlace con átomos de hidrógeno. El PEI lineal sólo presenta grupos amino secundarios, a diferencia del PEI ramificado, que contiene los tres tipos de grupos amino.
Las polietileniminas lineales son sólidos a temperatura ambiente, mientras que las ramificadas son líquidas. Además, las polietileniminas lineales son solubles en agua caliente a bajo pH, en metanol, etanol y cloroformo. Son, sin embargo, insolubles en agua fría, benceno, éter etílico y acetona. Tienen un punto de fusión entre 73 y 75 °C y se pueden almacenar a temperatura ambiente.

## Empleo para captura de CO2
Debido a su alto contenido en grupos amino, tanto la polietilenimina lineal como la ramificada han despertado un gran interés para su empleo en captura y almacenamiento de carbono, ya que los grupos amino, de naturaleza básica, presentan una gran reactividad frente a las moléculas de dióxido de carbono (CO2), con carácter ácido. En concreto, este tipo de compuestos se suele emplear impregnado en el interior de la estructura de sólidos o matrices porosas. Los materiales obtenidos se utilizan en procesos de adsorción química (quimisorción) de CO2.
El primer uso registrado de la polietilenimina para captura de CO2 estuvo motivado por la necesidad de eliminar este gas en aeronaves, debido a que es un subproducto de la respiración. Se llevó a cabo impregnando una matriz polimérica con PEI.
Después de ello, se escogió como soporte MCM-41, un material silíceo mesoestructurado con geometría hexagonal, en cuyos poros se consiguió incorporar grandes cantidades de PEI. Al sólido adsorbente obtenido se le denominó "cesta molecular". Los adsorbentes MCM-41-PEI alcanzaron capacidades de adsorción de CO2 significativamente mayores que el polímero o el material silíceo por separado. Los autores explican este resultado como consecuencia de un efecto sinérgico debido a la dispersión del polímero en el interior de la estructura porosa del material MCM-41.
Debido a los resultados prometedores alcanzados por estos materiales, se pensó en emplear este tipo de adsorbentes para la captura de CO2 en post-combustión, es decir, capturar selectivamente el dióxido de carbono de entre los gases de salida de grandes fuentes estacionarias, como centrales térmicas, cementeras... por lo que se comenzaron a estudiar los sistemas sílice-PEI con más detalle, para conocer la capacidad de adsorción de CO2 y las selectividades frente al oxígeno (CO2/O2) y el nitrógeno (CO2/N2), principales componentes del aire y de los gases de salida de chimeneas en centrales térmicas .
Además, también se ha impregnado PEI sobre otros materiales, como matrices de fibra de vidrio y monolitos. No obstante, si se desean emplear los materiales adsorbentes obtenidos  en captura de CO2 en post-combustión, se debe asegurar un comportamiento adecuado en condiciones reales (temperaturas entre 45-75 °C y presencia de humedad), por lo que es necesario usar como soporte materiales con mayor estabilidad térmica e hidrotérmica que el material MCM-41, como es el caso de la sílice SBA-15. También es necesario asegurar la reusabilidad de estos compuestos (sucesivos ciclos de adsorción-desorción), así como comprobar su comportamiento en presencia de impurezas, como el dióxido de azufre (SO2).